# Vodovađa
Vodovađa falu Horvátországban, Dubrovnik-Neretva megyében. Közigazgatásilag Konavle községhez tartozik.

## Fekvése
A Dubrovnik városától légvonalban 30, közúton 37 km-re délkeletre, községközpontjától légvonalban 18, közúton 22 km-re délkeletre, a konavlei mezőtől keletre és az Adria-parti főúttól északra, Palje Brdo keleti szomszédságában, a montenegrói határ mellett fekszik. 

## Története
A település nevét római vízvezetékéről kapta, melynek maradványai ma is láthatók. Az itt található számos régészeti lelet tanúsága szerint területe már ősidők óta lakott. Első ismert lakói az illírek voltak, akik magaslatokon épített erődített településeken éltek és kőből rakott halomsírokba temetkeztek. Erődített településeik maradványai megtalálhatók Vodovađa határában is a Gradina, Gradac és Mali gradac nevű magaslatokon. A rómaiak az i. e. 2. században győzték le az illíreket és Epidaurum központtal e területet is a birodalomhoz csatolták. Vodovađa térsége fontos szerepet játszott az ókori város vízellátásában. Az itteni forrásoktól indult az a római vízvezeték, mely állandóan ellátta az ókori Epidaurumot ivóvízzel. A római hatalmat a népvándorlás vihara rengette meg. A Nyugatrómai Birodalom bukása után a keleti gótok özönlötték el a térséget, őket 537-től 1205-ig kisebb megszakításokkal a bizánciak követték. A 7. században avarok és a kíséretükben érkezett szlávok, a mai horvátok ősei árasztották el a területet. A várakat lerombolták és az ellenálló lakosságot leöldösték. Így semmisült meg a mindaddig fennálló Epidaurum. A túlélő lakosság előbb az északnyugatra fekvő Župára, majd Raguzába menekült. 
A település már a középkortól fogva lakott volt. Területe a 9. és 11. század között Travunja része volt, mely Dél-Dalmácián kívül magában foglalta a mai Hercegovina keleti részét és Montenegró kis részét is. Travunja sokáig a szerb, a zétai és bosnyák uralkodók függőségébe tartozó terület volt. A Raguzai Köztársaság Konavle keleti részével együtt 1419-ben vásárolta meg bosnyák urától Sandalj Hranićtól. A bani és gunjinai temetőkápolna is középkori eredetű.
Az 1806-ban a Konavléra rátörő orosz és montenegrói sereg a település házait is kifosztotta, közülük sokat fel is gyújtottak. A köztársaság bukása után 1808-ban Dalmáciával együtt ez a térség is a köztársaságot legyőző franciák uralma alá került, de Napóleon bukása után 1815-ben a berlini kongresszus Dalmáciával együtt a Habsburgoknak ítélte. 1857-ben 307, 1910-ben 330 lakosa volt. 1918-ban az új szerb-horvát-szlovén állam, majd később Jugoszlávia része lett. 1979-ben nagy földrengés rázta meg a települést számos épületet romba döntve. A délszláv háború idején 1991 októberében a jugoszláv hadsereg, valamint szerb és montenegrói szabadcsapatok foglalták el a települést, melyet kifosztottak és felégettek. A lakosság nagy része a jól védhető Dubrovnikba menekült és csak 1992 októberének végén térhetett vissza. A háború után rögtön megindult az újjáépítés. A településnek 2011-ben 190 lakosa volt. Lakói főként mezőgazdasággal foglalkoztak. 

## Népesség
| Lakosság változása | Lakosság változása | Lakosság változása | Lakosság változása | Lakosság változása | Lakosság változása | Lakosság változása | Lakosság változása | Lakosság változása | Lakosság változása | Lakosság változása | Lakosság változása | Lakosság változása | Lakosság változása | Lakosság változása | Lakosság változása |
| ------------------ | ------------------ | ------------------ | ------------------ | ------------------ | ------------------ | ------------------ | ------------------ | ------------------ | ------------------ | ------------------ | ------------------ | ------------------ | ------------------ | ------------------ | ------------------ |
| 1857               | 1869               | 1880               | 1890               | 1900               | 1910               | 1921               | 1931               | 1948               | 1953               | 1961               | 1971               | 1981               | 1991               | 2001               | 2011               |
| 307                | 306                | 293                | 320                | 345                | 330                | 299                | 325                | 293                | 302                | 273                | 227                | 236                | 226                | 212                | 190                |

## Nevezetességei
- A vodovađai temetőben álló Szent Vid templom a 16. században épült. Az 1979-es földrengés lerombolta, de újjáépítették és 1984-ben újraszentelték. Ide temetkezik a falu lakóinak egy része, de nagyobb részük a dubravkai plébániához tartozó Vataje temetőjét használja.

- A bani temetőben álló Szent András kápolna szintén középkori eredetű, mellette középkori temető található. A mai kápolna a 18. században épült, 1979-ben egy földrengés megrongálta. 1987-ben újjáépítették és felszentelték.

- A gunjinai temetőben álló Szent János kápolnát már a 15. században említik. 1806-ban az orosz és montenegrói hadak felgyújtották, mely után újjá kellett építeni. Több felújítás után utoljára 1998-ban újították meg.

- Római vízvezeték maradványai, mely egykor az innen 20 km-re északnyugatra fekvő Epidaurum ókori városát látta el ivóvízzel.

- Gradine, Gradac és Mali gradac ókori illír vármaradványok

- A Kaštio 17. századi raguzai erődjének maradványa, a régi határvédelmi rendszer része.

- Ókori halomsírok